# Jacuí

Jacuí este un oraș în Minas Gerais (MG), Brazilia.